# 奥斯瓦尔德·波尔
奥斯瓦尔德·路德维希·波尔（1892年6月30日—1951年6月7日）是納粹德國党卫队军官。波尔曾任党卫队经济与管理部部长和納粹集中營主管，是欧洲犹太人种族清洗“最终解决方案”的关键人物。
波尔在战后一度得以藏身，直至1946年被捕。纽伦堡后续审判于1947年裁定波尔危害人类罪成立，判处死刑。波尔多次上诉无效，于1951年处以绞刑。

## 早年经历
奥斯瓦尔德·波尔于1892年6月30日出生于杜伊斯堡鲁罗尔特区，在八个孩子中排行第五。父亲赫尔曼·奥托·埃米尔·波尔（Hermann Otto Emil Pohl）是一名铁匠；母亲名叫奥古斯特·波尔（Auguste Pohl），原姓塞非尔特（Seifert）。父母收入稳定，奥斯瓦尔德得以就读实科文理中学（Realgymnasium），学习拉丁文和希腊文。根据波尔的自述，他一直想学习科学，但父亲没办法将他直接送进大学。1912年波尔入伍德意志帝國海軍当水手，一战期间在波罗的海地区和佛兰德沿岸服役。波尔后来进入海军学校，于1918年4月1日成为主计官（paymaster），同年10月30日成婚。
一战后的波尔到一所职业学校听课，后来进入基尔的克里斯蒂安-阿尔伯特大学学习法律和国家学；不久便再度辍学，加入德國自由軍團勒文费尔德旅（Brigade Löwenfeld）任主计官，在柏林、上西里西亚省（Provinz Oberschlesien）和鲁尔盆地等地工作。1920年，波尔等卡普政變参与者被纳入魏瑪共和國新成立的国家海军。1924年，波尔被派驻至希維諾烏伊希切。

## 党卫队生涯
1925年，波尔成为冲锋队成员，后于1926年2月22日加入重建的纳粹党，党员编号为30842。1929年，波尔加入党卫队。波尔在1932年声称“在国家社会主义出现之前我就是国家社会主义者了”。1933年，经威廉·卡纳里斯将军引荐，波尔得到海因里希·希姆莱接见。卡纳里斯形容波尔是“精力旺盛的军官”“热忱的纳粹分子”。波尔和比自己年轻的希姆莱在基尔的一家啤酒园首次会面，立即表明自己愿意助一臂之力。尽管此时波尔在德国海军已经掌管500多名手下，他仍抓住机会成为党卫队委任军官。 波尔保证会为希姆莱效力，直到自己倒下为止；很快他便因自己的“无情”和“坚定不移的忠诚”而飞黄腾达。
波尔迅速将自己二十多年的管理经验投入到紧张的工作之中。他使党卫队会计业务标准化、专业化，足以经受公共审计的考验。国家机构因而更加尊重党卫队，波尔得以迅速升迁。经波尔努力，纳粹得以招揽得力的行政官员并分派到集中营。波尔后来被任命为党卫队全国领袖工作班子的行政部门长官。1935年6月1日，希姆莱任命波尔为黨衛隊保安處和黨衛隊人種與移居部的行政主管。波尔的前任保罗·魏克特（Paul Weickert）和格哈德·施奈德（Gerhard Schneider）因挪用公款被解职。波尔成立了“德国文化遗产保育会”（Gesellschaft zur Förderung und Pflege deutscher Kulturdenkmäler）。协会主要致力于修复维威尔斯堡（Wewelsburg），打算按照希姆莱要求，把这座老城堡改造为党卫队文化与科学总部。协会后来并入波尔的党卫队行政办公室。1935年，波尔退出罗马天主教会。

## 集中营主管和经管部长

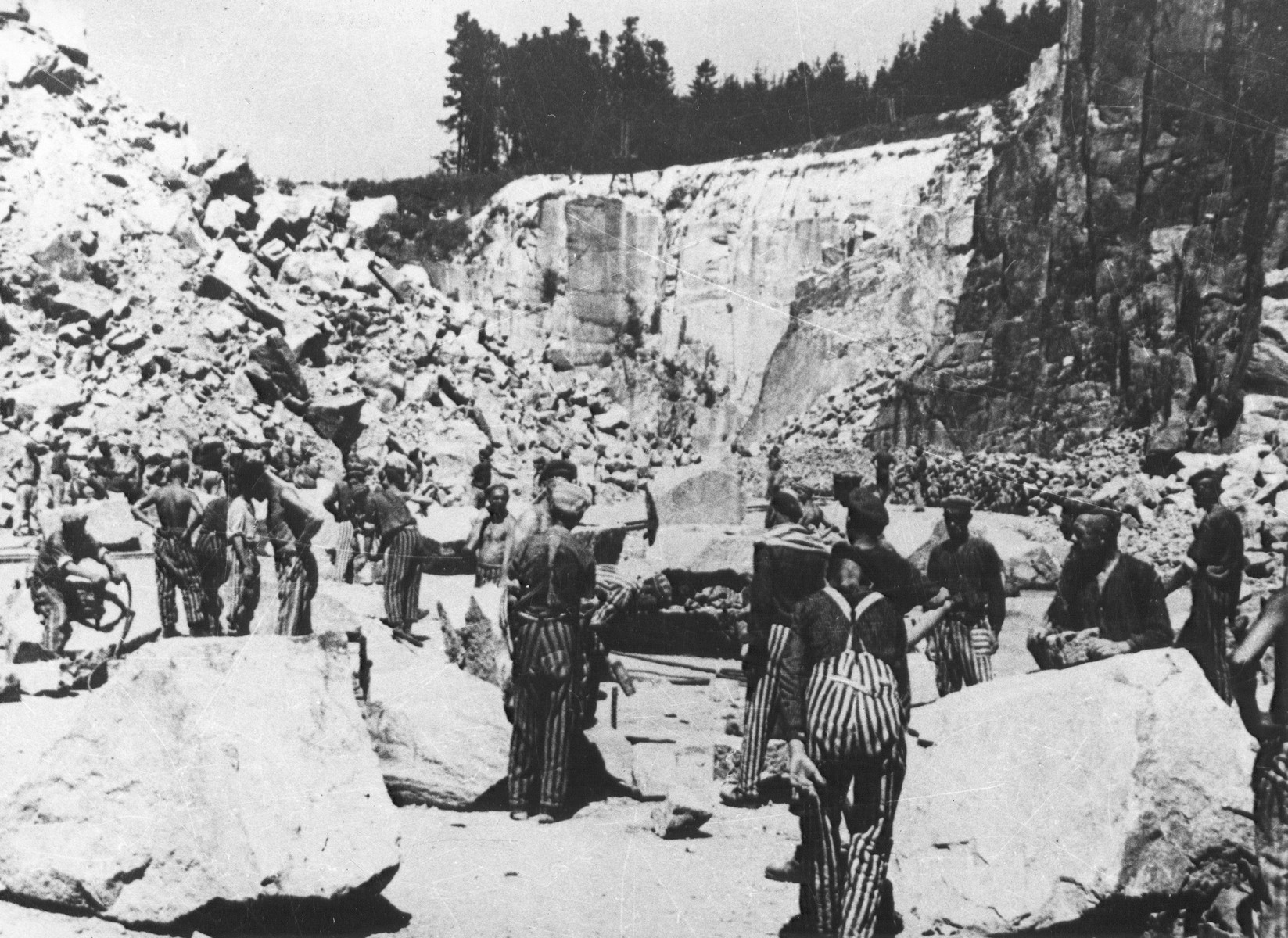
1942年，毛特豪森采石场的强迫劳役

波尔住在达豪集中营附近，时不时检查集中营；久而久之，集中营系统便进入了波尔的职责范围。1930年代中叶时，集中营系统才刚刚起步，波尔就意识到强迫劳动的经济潜力。1938年3月德奧合併后不久，已经是党卫队行政部部长的波尔同希姆莱前往小城毛特豪森。根据决定，由党卫队运作的德国土方与石料公司（DEST）将把集中营囚犯用作奴工，在该城开采花岗石。1938年，波尔获得集中营的管理权和财政权、执掌骷髅总队。他和同龄的同行特奥多尔·艾克由此对立，在行政、预算和建筑项目等方面针锋相对。
1939年6月，波尔担任党卫队行政与商务办公室（Verwaltung und Wirtschaft Hauptamt, VuWHA）主管，兼任预算与建设局（Hauptamt Haushalt und Bauten，属帝国内务部）长官。希姆莱说明：“这些机构（集中营）的经济事务和工作申请由地区总队长波尔负责。”萬湖會議前夕（1942年1月19日），希姆莱将波尔管辖的所有部门合并为党卫队经济与管理部（Wirtschafts- und Verwaltungshauptamt; WVHA）。担任新部门的部长后，波尔本已举足轻重的地位再跨一大台阶，成为仅次海因里希·希姆莱和萊因哈德·海德里希的党卫队三号人物。史学家海因茨·霍纳（Heinz Höhne）如此形容波尔的权力：“四个强劲的部门让波尔牢牢握住党卫队帝国的权力杠杆：他把控着武装党卫队全军的行政和后勤；他手下有20座集中营和165座劳改营；党卫队和警察的所有建筑项目都由他指挥；他还掌握着党卫队所有的经济实业”。
作为党卫队经济部门的领导，波尔受命经营德国工业公司（Deutscher Wirtschaftsbetrieb, GmbH）。该组织由波尔协助创建，旨在统合希姆莱党卫队庞大的商业权益，把集中营的囚犯用作奴工并从中获利。波尔执掌的经管部转变职能，从原本专注安保和再教育的部门转为主抓经济事务。1942年3月13日，波尔宣布集中营检查团并入经管部，从而统一行动。对于将囚犯用作劳役，波尔在备忘录中表达了意见：“党卫队工业的任务……是安排更高效（更高产）的处罚，并按照帝国总体发展来调整。”总的来说，波尔认为多数囚犯应该活活累死；但他又自相矛盾地抱怨集中营死人太多——1942年6月到11月期间，新关押的136,870人中有约70,610人丧生。波尔坚持认为这样死人妨碍了集中营兵工厂的生产。
1943年3月12日，波尔就任东方领地工业公司（Ostindustrie GmbH）董事长，经济权力再度扩张。波尔明面上利用集中营囚犯从事生产，扩张党卫队经济实业；实质上，他的作用仍受制于意识形态任务——剥削和种族灭绝。譬如在大罗森集中营（Gross-Rosen），有行政申诉支持为羁押者多添食物，但波尔仍不愿为花岗岩采石场中挨饿的囚犯增加一丝给养。史学家迈克尔·萨德·艾伦（Michael Thad Allen）认为“波尔的手下为自己是现代行政人员而自豪”。 波尔的人时常和打杀囚犯的狱卒冲突，认为他们“破坏生产”。党卫队一方面有着波尔所见的务实的经济效益，另一面是狂热的种族主义意识形态，矛盾愈发不可调和。波尔后来向帝国内务部写信报告时，不仅考虑单纯满足经济效益，还考量公共事务的需求：“遵照党卫队全国领袖（希姆莱）的意愿，盈利企业的利润将用来填补其他企业的亏损。非资本主义的最终目标限制这些企业的劳动，有时会让我们的公司背上未来多年的亏损。”由此，波尔为党卫队下属公司提供了“意识形态上的存在理由”。波尔等一众党卫队拥趸希望党卫队革新纳粹党，摒弃取悦个人的西方资本主义原则，重建专注集体工业利益的经济基础。 在革新中，波尔计划雇用集中营囚犯，为帝国大计效命。在波尔眼中，这意味着“精疲力竭的强制劳役”。

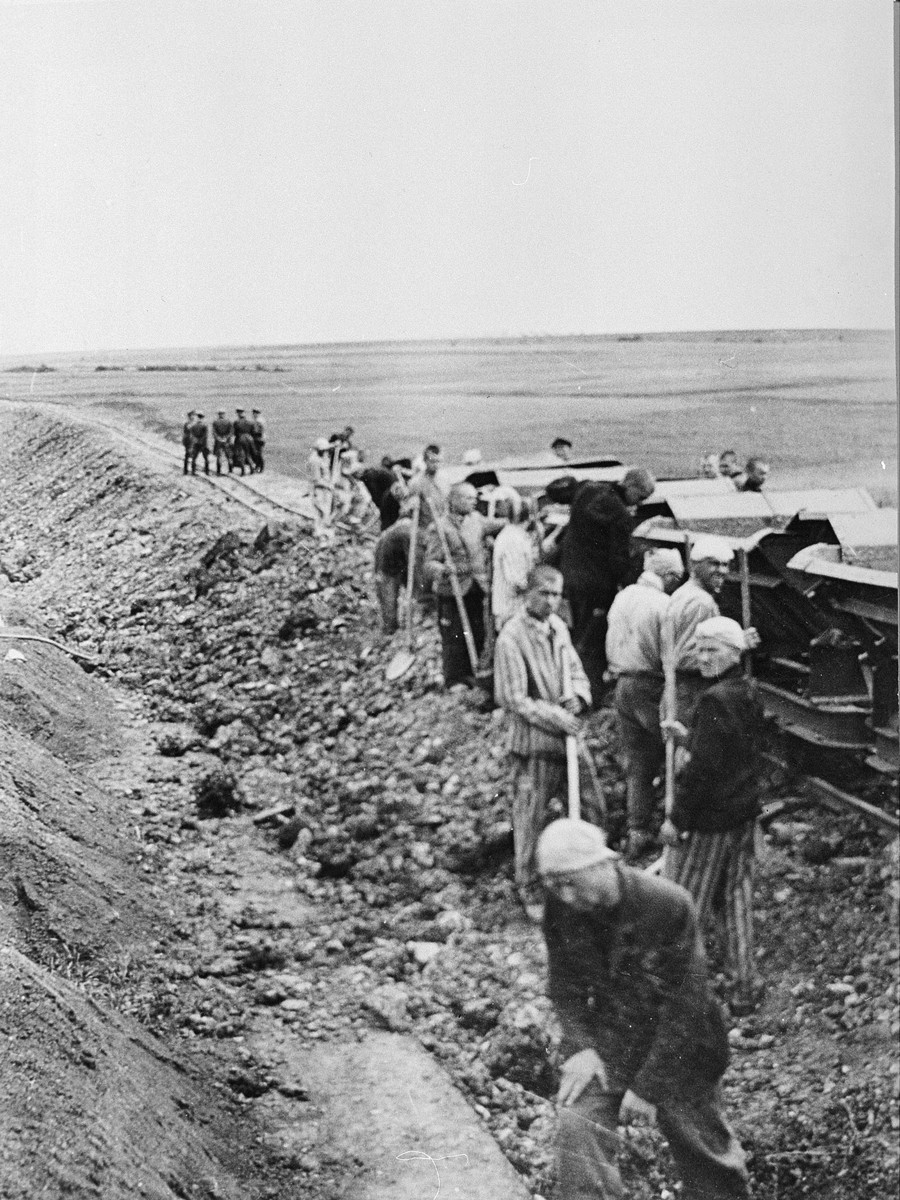
1943年，布痕瓦尔德集中营的囚犯被迫修筑由布痕瓦尔德至魏玛的铁路

波尔监管集中营组织工作、决定如何将囚犯在各集中营和“出租”作奴工之间分配，直至1944年。他基于纳粹“劳动灭绝”（extermination through labor）原则压榨囚犯。人力资源将在这一过程中高效地剥削殆尽。史学家欧根·科贡（Eugen Kogon）曾在布痕瓦尔德作为政治犯关押；他指出，波尔坚持彻底榨干集中营劳工的财务价值。科贡断定，波尔甚至有表格评估囚犯作为外包工人的价值（扣除吃穿开销）、他们死后可提取的财物价值（如手表、衣物、钱财等，扣除火化开支）、乃至兜售遗骨和骨灰可填补的开支。总体而言，囚犯进入集中营后平均可存活不到九个月，价值1,630马克。为了这些评估，波尔监督集中营搜刮犹太人的头发、衣物、珠宝、补牙的金料等财物。从集中营囚犯（多为犹太人）搜刮的“战利品”经仔细登记，按党卫队经管部的定价出售。
纳粹按照波尔的计划在奥斯威辛、卢布林（马依达内克）、施图特霍夫修建集中营，以促成“垂直整合的建设企业与建材供应企业”。希特勒妄自尊大，打算按照青年建筑师阿尔贝特·施佩尔主持的规划，随着帝国扩张建立巨型城市和大型纪念碑；党卫队建设项目因而从中滋长。希姆莱也颇受建设规划鼓舞：建设计划可扩大党卫队生产，“提升党卫队的身份”。为实现元首设想，波尔经埃米尔·迈尔（Emil Meyer）博士协助，创立“东德建材厂”（Ost-Deutsche Baustoffwerke GmbH; ODBS）与“德国精品家具公司”（Deutsche Edelmöbel GmbH）。迈尔是一般党卫队军官，也是德累斯顿银行的知名人物。
尽管波尔在武装党卫队有个“名义军衔”，他和整个经管部与党卫队作战部队“并无直接联系”。波尔仍坚定不移地献身纳粹信条与事业，强调完成党卫队全国领袖勾画的任务至关重要。波尔口中的“任务”包括集中营系统和产业相关任务、制订帝国安全相关政策、宣扬纳粹世界观、以及一切“巩固日耳曼势力”的行动。希姆莱在德国入侵苏联前夕致信波尔，让他不要再隐瞒什么“秘密日程”，强调通过营养和党卫队安置“输送优质血液”（即日耳曼人）是根本任务。

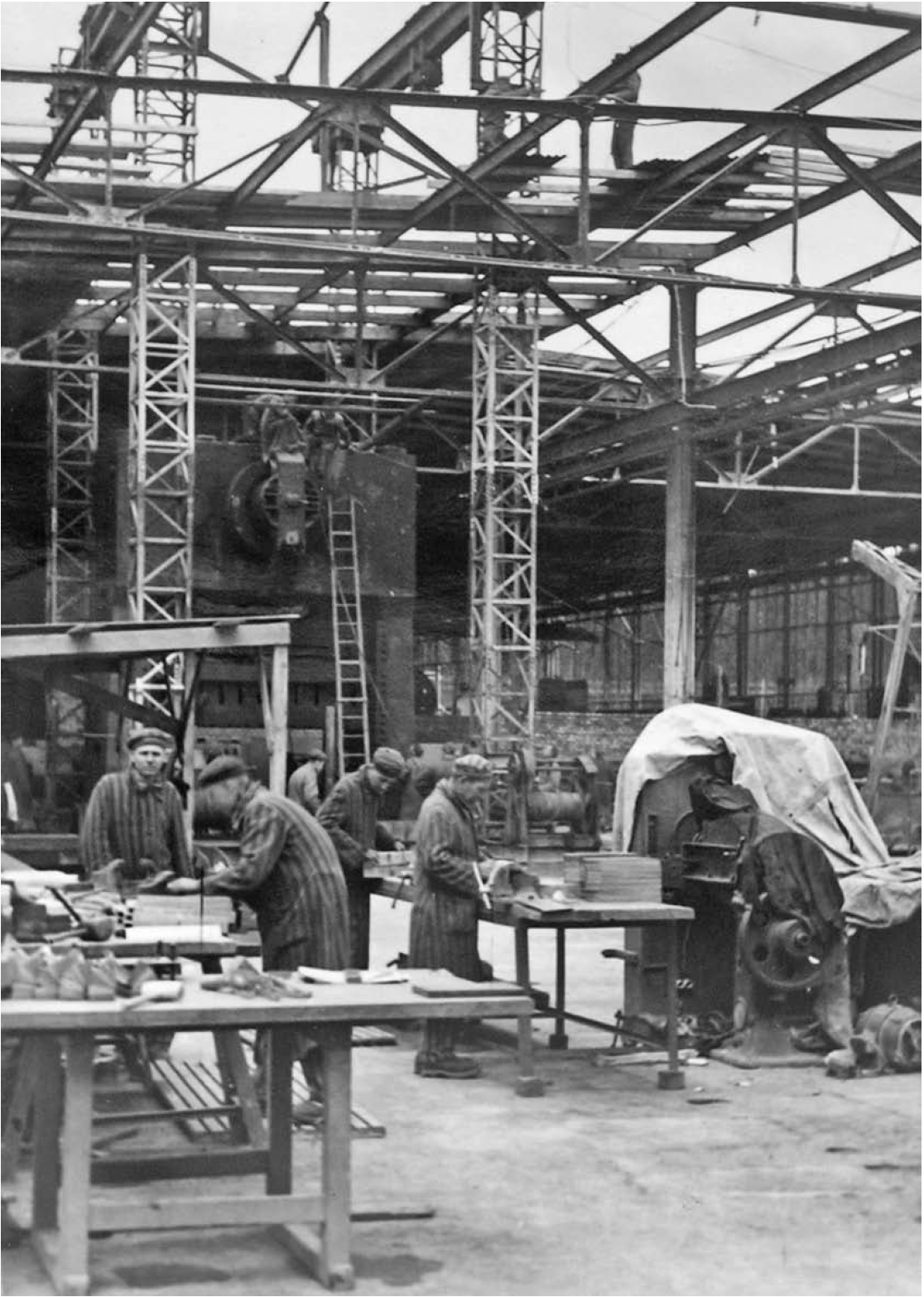
集中营囚犯在梅塞施密特工厂做工

1942年春季，局势表明战争不会速战速决，希特勒和纳粹高层因而打算利用集中营囚犯，提高军备产量——此时恰逢波尔掌控集中营系统。波尔采取了自认为审慎且必要的新路线，将雄心勃勃的党卫队东线设施建设计划搁置，为军械生产让路。波尔和希姆莱构想了由党卫队运作的军工巨头，但他们的设想遭到新任装备部长施佩尔阻挠，二人的初期项目也被施佩尔从中作梗。党卫队在弗洛森比格集中营（Flossenbürg）的飞机零件厂小有成就；希姆莱在1943年10月还曾吹嘘党卫队运作的“巨型”军械厂系统——然而除此之外，“党卫队没能成为正经的武器制造厂”。尽管施佩尔不信任党卫队产业集团，波尔还是和他合作，生产武器。根据二人协商，党卫队和实业家着手合作，集中营的附属“卫星营”遍地开花，对外出租集中营劳力。希姆莱下令集中营的囚犯不得外租，但波尔对此置之不理：党卫队短期内没法建立生产流程，希姆莱的指示因此显得不切实际。多拉-米特堡集中营（Dora-Mittelbau）及其地下V-2火箭工厂由波尔监督建设，施佩尔也对此颇为热心。利用波尔提供的集中营劳力，这座巨型地下工厂只用两个月就在诺德豪森附近的哈茨山山区落成。然而党卫队和施佩尔的部门仍为“奇迹武器”V-1飞行炸弹和V-2火箭的生产计划争执不休。
1944年夏季，波尔的经管部不再掌握集中营控制权，各集中营的行政权由所在地高级党卫队和警察领袖（HSSPF）办公室接管。根据波尔所述，调整是出于运营原因。武器生产由施佩尔的装备部接管，避免经管部插手工业企业与帝国之间的业务申请。根据波尔估计，在1944年下半年时，各私有企业共有超过25万名奴工、地下工厂有17万名奴工做工、另有1.5万名奴工负责清理盟军空袭废墟。 

## 审讯、宣判、处刑

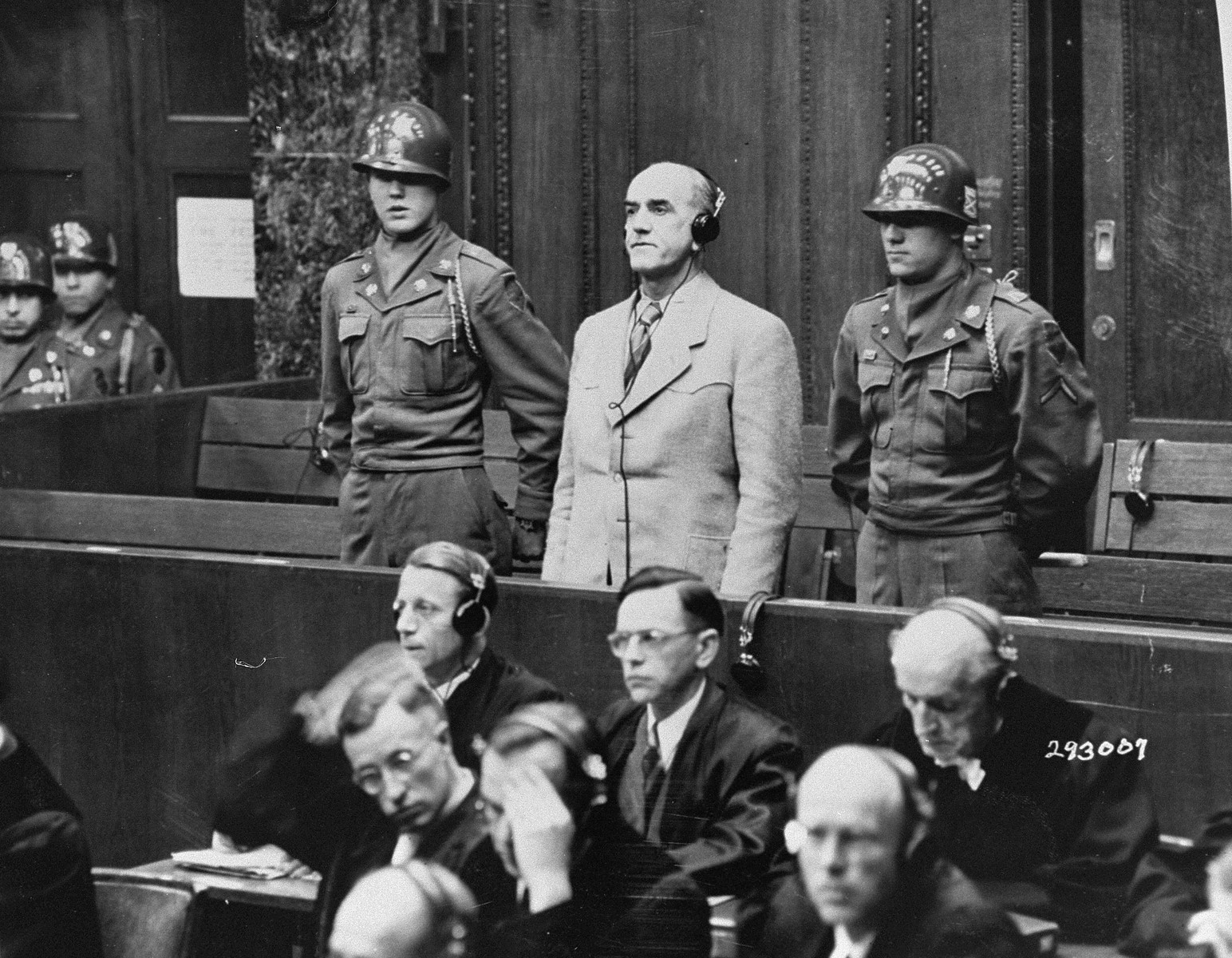
奥斯瓦尔德·波尔接受绞刑判决。

1945年二战结束后，波尔先是藏身上巴伐利亚，又跑到不来梅附近。1946年5月，英军抓获扮成农夫的波尔。波尔是第四次纽伦堡后续审判（波尔审判）的主要被告。美国的特别军事法庭审理波尔主持党卫队经管部时期，波尔及其同谋在经管部下辖集中营中犯下的罪行。波尔不否认自己知道犹太人遭到大规模屠杀，但他把自己说成单纯的执行者，控告检方为复仇和憎恨所把控。
1947年11月3日，波尔被判死刑，为此他多次上诉。审讯期间，波尔开始面见一位罗马天主教神父，再度皈依天主教。波尔从未正式退出天主教会，但他自1935年起就未曾参与礼拜。1950年，经天主教会批准，波尔发表《信经：我通往上帝的道路》（Credo. Mein Weg zu Gott）一书。1951年6月7日午夜时分，波尔在兰茨贝格监狱绞刑处死。

## 注解

### 引用
1. ↑  Wistrich 1995，第192頁.
2. ↑  Allen 2002，第24–25頁.
3. ↑  Allen 2002，第25頁.
4. 1 2 3 4  Holocaust Research Project.org, Oswald Pohl.
5. 1 2  Zentner & Bedürftig 1991，第711頁.
6. ↑  Allen 2002，第26頁.
7. 1 2  Allen 2002，第24頁.
8. 1 2  Wachsmann 2015，第161頁.
9. ↑  Allen 2002，第27頁.
10. ↑  Allen 2002，第29頁.
11. ↑  Longerich 2012，第182頁.
12. ↑  Longerich 2012，第169頁.
13. ↑  USHMM–Holocaust Encyclopedia, SS and the Camp System.
14. ↑  Friedländer 2009，第91頁.
15. ↑  Wachsmann 2015，第161–162頁.
16. ↑  Höhne 2001，第404–405頁.
17. ↑  Avalon Project–Yale University, USA vs. Pohl et. al.
18. ↑  Longerich 2012，第559頁.
19. ↑  Yahil 1990，第316頁.
20. ↑  Read 2004，第672–673頁.
21. ↑  Höhne 2001，第405頁.
22. ↑  Read 2004，第672頁.
23. ↑  Longerich 2012，第485頁.
24. ↑  Longerich 2012，第560頁.
25. ↑  Buchheim 1968，第273頁.
26. ↑  Tuchel 1994，第88頁.
27. ↑  Allen 2002，第81–82頁.
28. ↑  Read 2004，第799頁.
29. ↑  Krausnick 1968，第120頁.
30. ↑  Allen 2002，第9頁.
31. ↑  Allen 2002，第20頁.
32. ↑  Allen 2002，第19–20頁.
33. ↑  Allen 2002，第82–83頁.
34. ↑  Allen 2002，第83頁.
35. ↑  Allen 2002，第94頁.
36. ↑  Wachsmann 2015，第425頁.
37. ↑  Bartov 2018，第233頁.
38. ↑  Kogon 2006，第295頁.
39. ↑  Kogon 2006，第295–296頁.
40. ↑  Laqueur & Baumel 2001，第476頁.
41. ↑  Friedländer 2009，第354頁.
42. ↑  Allen 2002，第100頁.
43. ↑  Wachsmann 2015，第162頁.
44. ↑  Allen 2002，第102頁.
45. ↑  Stein 1984，第261頁.
46. ↑  Allen 2002，第108頁.
47. ↑  Allen 2002，第195頁.
48. ↑  Wachsmann 2015，第403–404頁.
49. ↑  Wachsmann 2015，第404頁.
50. ↑  Wachsmann 2015，第404–405頁.
51. ↑  Wachsmann 2015，第405頁.
52. ↑  Allen 2002，第196–201頁.
53. ↑  Wachsmann 2015，第406–410頁.
54. ↑  Longerich 2012，第634頁.
55. ↑  Stackelberg 2007，第231頁.
56. ↑  Read 2004，第818頁.
57. ↑  Allen 2002，第203–222頁.
58. ↑  Blatman 2010，第173頁.
59. ↑  Sofsky 1997，第181頁.
60. ↑  Bloxham 2009，第253頁.
61. ↑  Snyder 1976，第271頁.
62. ↑  Bloxham 2003，第94, 192頁.
63. ↑  Nuremberg Military Tribunal 1950，第934頁.
64. ↑  Krondorfer 2008，第62–81頁.
65. ↑  Schulte 2001，第45頁.